# Jindřich Florián
Jindřich Florián (* 25. června 1956 Český Krumlov) je český lékař, politik a manažer, v letech 2012 až 2013 zastupitel Jihočeského kraje, od roku 2010 zastupitel města Český Krumlov (v letech 2010 až 2018 též radní města), člen ČSSD.

## Život
Maturoval na gymnáziu v Českém Krumlově. Po ukončení lékařské fakulty Univerzity Karlovy v Praze nastoupil v roce 1981 do nemocnice v Českém Krumlově, kde byl mnoho let primářem interního oddělení. Od března 2009 do března 2010 byl zároveň členem dozorčí rady akciové společnosti Nemocnice Český Krumlov, od března 2010 pak také místopředsedou představenstva. Po rezignaci Mgr. Jaroslava Šímy na post předsedy představenstva byl v červnu 2017 pověřen vedením nemocnice. Ředitelem a předsedou představenstva byl oficiálně jmenován 1. července 2017 s funkčním obdobím do 31. března 2020. Funkční období mu bylo nakonec prodlouženo. Ke dni 28. ledna 2021 však z funkce odstoupil, jelikož vyšlo najevo, že v souvislosti s očkováním proti nemoci covid-19 nechal totiž očkovat i příbuzné a známé zaměstnanců nemocnice.
Jindřich Florián žije v Českém Krumlově, konkrétně v části Horní Brána.

## Politické působení
Do komunální politiky vstoupil, když byl v komunálních volbách v roce 2010 zvolen za ČSSD zastupitelem města Český Krumlov. V listopadu 2010 se navíc stal radním města. Ve volbách v roce 2014 post zastupitele města obhájil a v prosinci 2014 byl opět zvolen radním města, na starosti má sociální problematiku. Ve volbách v roce 2018 byl lídrem kandidátky ČSSD a post zastupitele města opět obhájil. Radním města se však již znovu nestal.
V krajských volbách v roce 2012 byl zvolen za ČSSD zastupitelem Jihočeského kraje. V březnu 2013 však na svůj mandát rezignoval z důvodu neslučitelnosti funkcí krajského zastupitele a místopředsedy představenstva Nemocnice Český Krumlov. Ve volbách v letech 2016 a 2020 opět kandidoval za ČSSD, ale ani jednou neuspěl.
Ve volbách do Senátu PČR v roce 2016 kandidoval za ČSSD v obvodu č. 10 – Český Krumlov. Se ziskem 23,72 % hlasů postoupil z druhého místa do druhého kola, v němž prohrál poměrem hlasů 40,25 % : 59,74 % s občanským demokratem Tomášem Jirsou. Senátorem se tak nestal.